# Liste de locutions latines en droit
Cette annexe présente une liste de termes et d’expressions issus du latin, ainsi que des maximes en latin, utilisés les uns et les autres dans le jargon du droit et de la justice. Certains peuvent être passés dans le langage courant ou avoir un autre sens en français courant. Certaines maximes sont si connues que souvent elles ne sont pas énoncées en entier, mais seulement par une « forme courte » constituée des deux ou trois premiers mots.

## A
- a maiori ad minus : du plus au moins. Celui qui peut le plus peut le moins. ("celui qui peut cueillir dix poires, peut en cueillir deux")
- a minori ad maius : du moins au plus. À plus forte raison. ("s'il est interdit de rouler à deux à vélo, rouler à trois est forcément aussi interdit")
- ab intestat : transmission des biens d’un défunt sans testament (ou lorsque le testament est nul ou caduc), selon les règles fixées par le législateur
- abundans cautela non nocet : une précaution excessive ne fait pas de tort
- abusus : mot latin décrivant l’attribut du droit de propriété qui permet à son titulaire de disposer du bien, en le détruisant ou en le transmettant[1]
- accessorium sequitur principale : l’accessoire suit le principal
- accusare nemo se debet nisi coram deo : personne n’est obligé de s’accuser lui-même si ce n’est en face de Dieu
- actio libera in causa : action libre dans la cause
- actio personalis moritur cum persona : l’action personnelle s’éteint avec la personne concernée
- actor sequitur forum rei : le litige doit être porté devant le tribunal du défendeur
- actori incumbit probatio : la preuve incombe au demandeur ; repris en droit français par l'article 1353 du Code civil (anc. 1315) [2]
- actus reus : l’acte ou comportement criminel, c’est-à-dire l’élément matériel d’une infraction. cf. mens rea.
- ad cautelam : par précaution
- ad iura renunciata, non datur regressus : au renoncement des droits, il n’est point donné de recours
- ad liceitatem : pour la licéité
- ad litem : pour le procès
- ad litteram : à la lettre
- ad nutum : à son gré (ou au gré de), surtout utilisé en droit des sociétés où l’on parle de révocation ad nutum c’est-à-dire révocation à tout moment et sans devoir indiquer de juste motifs
- ad probationem : à titre de preuve
- ad validitatem : à titre de validité
- æquum est ut cujus participavit lucrum, participet et damnun : il est juste que celui qui a participé au gain participe aussi à la perte
- affectio societatis : la volonté des associés de collaborer sur un pied d’égalité à l’œuvre commune (synonyme : animus (contrahendi) societatis)
- affirmanti incumbit probatio : (le fardeau de) la preuve incombe à celui qui affirme
- aliquid novi : l’élément nouveau d’une novation ; à la différence de idem debitum.
- aliquis non debet esse judex in propria causa, quia non potest esse judex et pars : personne ne doit être juge de sa propre cause, parce qu’on ne peut être juge et partie
- aliud est celare, aliud tacere : cacher est une chose, se taire en est une autre
- animus : mot latin signifiant « esprit » ; désigne l’intention d’une personne ou l’élément intentionnel d’un comportement (en opposition à l’élément matériel), par exemple l’animus domini, l’intention de se comporter comme le propriétaire d’une chose
- apices juris non sunt jura : les subtilités du droit ne sont pas le droit
- audi alteram partem : l’autre partie doit être entendue (principe du contradictoire)

## B
- no bis in eadem re ne sit actio ou bis de eadem re agere non licet : il ne convient pas d’intenter deux fois une action sur la même affaire
- bonus dolus : « le bon dol » est un petit mensonge, une exagération qui ne peut conduire à la nullité du contrat pour vice du consentement

## C
- condominium : souveraineté étatique partagée sur un même territoire
- confessio est regina probatio : la confession (l’aveu) est la reine des preuves
- cogitationis poenam nemo patitur : nul ne peut être condamné pour ses idées (attention : il ne s’agit pas de la liberté de penser, mais d’une règle criminelle qui veut que nul ne puisse être condamné pour la seule intention de commettre une infraction ; l’intention sans suite n’a pas d’existence pénale)
- conscientia mille testes : la conscience vaut mille témoignages
- constitutiones tempore posteriores potiores prioribus : les lois postérieures dans le temps prévalent sur les plus anciennes
- contra factum non datur argument : contre un fait il n’existe pas d’argument
- contra legem : à l’encontre de la loi
- contra non valentem agere non currit praescriptio : la prescription ne court pas contre celui qui ne peut exercer ses droits
- corruptissima republica plurimæ leges : les lois sont très nombreuses lorsque l’état est très corrompu
- cui bono ? : à qui le crime profite-t-il ? (expression tirée de l’affaire Sextus Roscius)
- culpa lata dolo aequi paratur : la faute lourde équivaut au dol

## D
- damnum emergens : perte éprouvée
- de cujus : l’expression complète est : is de cujus successione agitur, « celui dont on traite de la succession » : les notaires utilisent cette expression lorsqu’ils rédigent un acte (par exemple un contrat de mariage ou un testament) afin qu’en sa présence le donateur ne soit pas désigné dans l’acte qu’il signe par l’expression « le (futur) défunt »
- de facto : de fait
- de in rem verso : en restitution de la chose (action)
- de jure : de droit
- de minimis non curat praetor : des affaires insignifiantes, le préteur (le magistrat) ne s’occupe pas
- de lege lata : en vertu de la loi en vigueur
- de lege ferenda : en vertu de la loi à venir
- dura lex, sed lex : la loi est dure, mais c’est la loi
- [da mi factum d'abo tibi jus] : raconte moi le fait et je te dirais le Droit

## E
- electa una via, non datur recursus ad alteram : une fois choisie sa voie d’action (juridiction civile ou juridiction pénale), on ne peut plus en changer (forme courte : « electa una via »)
- emptor debet esse curiosus : l’acheteur se doit d’être curieux (celui qui achète un bien ne peut invoquer a posteriori l’ignorance de certains fait qu’il aurait pu remarquer en se renseignant convenablement)
- erga omnes : à l’égard de tous ; marque l’opposabilité absolue de certains droits, même à l’égard des tiers
- error communis facit jus : l’erreur commune crée le droit
- exceptio non adimpleti contractus : Exception d'inexécution (ex. : art. 82 du code civil suisse)
- ex æquo et bono : en équité
- ex parte : en l'absence de l'autre partie au litige
- exequatur : procédure visant à donner dans un état force exécutoire à un jugement rendu à l’étranger

## F
- fraus omnia corrumpit : la fraude corrompt tout
- fructus : mot latin décrivant l’attribut du droit de propriété qui permet à son titulaire de percevoir les revenus du bien[1]
- fructus augent hereditatem : les fruits augmentent la succession

## I
- idem debitum : l’élément non modifié d’une novation ; par opposition à aliquid novi.
- in abstracto : par opposition à in concreto, apprécié abstraitement, par référence à un modèle idéel[3]
- in bonis : débiteur en pleine jouissance de ses droits et biens (littéralement « dans ses biens ») par opposition à un débiteur en liquidation judiciaire dont les biens ont été saisis (terme utilisé uniquement pour une personne morale)
- in casu : dans le cas d’espèce, dans le cas présent
- in concreto : par opposition à in abstracto, à chacun son équité, apprécié selon les faits, concrètement
- idem est esse aut non probari : ne pas être ou ne pas être prouvé est tout un
- in dubio pro duriore : principe de l'accusation en droit pénal : dans le doute sur la culpabilité de l'accusé, le ministère public doit poursuivre l'accusation et non classer l'affaire
- in dubio pro libertate : dans le doute, faveur à la liberté[4]
- in dubio pro reo : littéralement « dans le doute, faveur à l’accusé », de manière plus contemporaine « le doute profite à l’accusé »[4]
- infans conceptus pro nato habetur quoties de commodis ejus agitur : l’enfant conçu est tenu pour déjà né lorsqu’il s’agit de ses avantages (forme courte : « infans conceptus »)
- infra petita : littéralement « en deçà des choses demandées » ; dans le cadre du principe dispositif, caractérise une décision qui ne statuerait pas sur l’ensemble des chefs de la demande, mais non celle qui accorderait moins que la demande (en termes de montant par exemple), car en ce cas le juge a statué sur ce chef de la demande, ce qui n’a pas les mêmes conséquences juridiques (à comparer avec ultra petita)
- in limine litis : dès le début de la procédure / avant toute défense au fond
- inter partes : entre les parties ; cela marque l’effet relatif des contrats qui n’ont d’autorité, en principe qu’entre les parties à l’acte (comparer avec erga omnes)
- intuitu personæ : en raison de la personne
- is fecit qui prodest : le criminel est celui à qui le crime profite
- iter criminis : littéralement « cheminement criminel », étapes d’implication du délinquant dans l’accomplissement d’une infraction : planification → préparatifs → attentat → atteinte

## J
- Judex non calculat (en) : le juge ne calcule pas, se rapporte à des erreurs de plume qui peuvent être rectifiées d'office ou au fait que ce n'est pas le nombre des arguments qui importe, mais leur force respective
- jus gentium : droit des gens (des clans, dans la Rome antique), c’est-à-dire droit international public (traités, coutumes, principes généraux du droit, droit dérivé des organisations internationales…)
- jus cogens : norme impérative de droit international public général ; l’État français est l’un des rares à ne pas reconnaître la normativité du jus cogens

## L
- lex specialis derogat legi generali : une loi spéciale déroge à une loi générale[4]
- lucrum cessans : manque à gagner
- lex societatis : loi applicable aux sociétés
- locus regit actum : loi du lieu de l'acte

## M
- major pars trahit ad se minorem : la partie la plus importante d’une procédure attire à elle la plus petite (théorie de la connexité)
- mala fides supervenies nocet : la mauvaise foi qui survient nuit
- mala fides supervenies non nocet : la mauvaise foi qui survient ne nuit pas
- mater semper certa est : la mère est toujours certaine (par opposition au père, pour l’établissement d’une filiation). cf. Mater semper certa est sur wikipedia.
- mens rea : l’intention criminelle, c’est-à-dire l’élément moral d’une infraction. cf. actus reus.
- mutata lex non perit : le droit qui n'évolue pas meurt
- mutatis mutandis : en changeant ce qui doit être changé
- mutuus dissensus : volonté commune de rompre la convention conclue antérieurement

## N
- necessitas cogit legem : besoin ou nécessité n’ont loi ; (Loysel) : à l’origine de l’expression nécessité fait loi
- nemo auditur propriam turpitudinem allegans : « nul ne peut se prévaloir de sa propre turpitude » (turpitude = comportement frauduleux, dolosif, illégal…) (forme courte : « nemo auditur »)
- nemo censetur ignorare legem : « nul n’est censé ignorer la loi », on ne peut invoquer en défense le fait que l’on ne connaissait pas une norme[5]
- nemo dat quod non habet : personne ne peut donner ce qu’il n’a pas
- ne privatus sibi ipsi jus dicat is  - [proposition→] "In genesi tituli factum est" : "la génèse du titre de propriété fais foi"
- nemo judex in causa sua (ou Nemo judex in re sua) : personne ne juge sa propre cause
- nemo liberalis nisi liberatus : qui a des dettes, ne peut faire des libéralités
- nemo plus juris ad alium transferre potest quam ipse habet : personne ne peut transférer à autrui plus de droits qu’il n’en a lui-même
- nemo tenetur se ipsum accusare : personne n’est tenu de contribuer à sa propre accusation dans le cadre d’une procédure pénale
- Nemo dat quod non habet : personne ne donne ce qu'il n'a pas
- noli me tangere : ne me touche pas (relatif à l’inviolabilité du corps humain)
- non bis in idem ou ne bis in idem : pas deux fois pour la même chose : on ne peut pas être jugé une seconde fois pour les mêmes faits
- non exemplis sed legibus judicandum est : il faut juger selon les lois et non les exemples (la jurisprudence n'est pas une source du droit)
- non omne quod licet honestum est : ce qui est licite n'est pas pour autant honnête
- nullum crimen, nulla poena sine lege : pas de crime, pas de peine, sans loi (principe de la légalité)

## O
- obiter dictum (littéralement « soi dit en passant » en latin) : commentaires ou raisonnement d’un juge qui n’est pas nécessaire à la décision prise
- opinio juris ac (ou "sive") necessitatis : la conviction des États en droit international public, d’être lié par une obligation en la considérant comme devenue obligatoire ; ce sont les deux éléments constitutifs de la coutume (ex. : le principe de distinction qui, en droit des conflits armés, implique la protection de la population civile en opposition aux combattants)

## P
- pacta sunt servanda : respect de la parole donnée ou force obligatoire des conventions (art. 1103 du code civil)
- pactum praeparatorium : avant-contrat (syn. pactum de contrahendo)
- pactum scaeleris : complot, conspiration (entre par ex. l'auteur de fait et son complice)
- pactum successorium : pacte successoral, pacte sur succession future
- pater is est quem justæ nuptiæ demonstrant : est présumé père, le mari de la mère (forme courte : « pater is est »)
- pater semper incertus est : le père est toujours incertain[6]
- penitus extraneus : tiers absolu, complètement étranger au contrat ; voir stipulatio alteri « stipulation pour autrui ».
- per aversionem : en gros, surtout une vente en gros ; par opposition à ad quantitatum
- per relationem : ouï-dire, surtout le témoignage per relationem qui est fondé des ouï-dire ; par opposition à ex propriis sensibus
- per se : en soi, par soi-même
- pleno iure : de plein droit
- post nuptias : après mariage
- pœnalia sunt restringenda : les textes pénaux sont d’interprétation stricte (art. 111-4 du code pénal)
- pretium doloris : littéralement « le prix de la douleur » — indemnisation du préjudice moral (synonyme québécois : solatium doloris)
- prior tempore, potior jure : le premier en date est le premier en droit
- prorata temporis : à la proportion du temps
- pro bono : pour le bien public
- pro se : plaideur en personne

## Q
- quœ temporalia sunt ad agentum, perpetua sunt ad excipiendum : celui qui, le délai expiré, ne peut plus fonder une demande peut toujours être opposé en défense
- quorum : proportion des membres d’un organe devant être présents ou représentés pour que celui-ci puisse valablement délibérer ; le recours aux quorums est fréquent en droit des sociétés dans lequel ils peuvent être prévus par la loi ou par les statuts
- quod principi placuit legis habet vigorem : ce qui plaît au prince a force de loi
- Quis custodiet ipsos custodes ?: Qui me gardera de mes gardiens ?

## R
- ratio decidendi : expression latine désignant le raisonnement juridique qui a mené un juge à prendre une décision
- res communis : expression latine qui désigne les choses qui, de par leur nature, ne peuvent être appropriées (par exemple : l’air ambiant) et appartiennent à tous (à comparer avec res nullius)
- res derelictæ : expression latine désignant les choses qui ont été volontairement abandonnées, devenant ainsi des choses sans maître (ou res nullius)[7]
- res judicata pro veritate habetur : la chose jugée est tenue pour la vérité ; maxime issue du digeste[8] à l’origine de l’autorité de la chose jugée[9]
- res mobilis, res vilis : un objet mobilier n’a pas de valeur
- res nullius : expression latine utilisée en droit des biens pour désigner les choses sans maître, c’est-à-dire celle qui n’ont pas de propriétaire mais qui sont néanmoins appropriables[10]
- res perit domino : le propriétaire de la marchandise en supporte les risques de perte
- res inter alios acta : principe de la relativité des traités en droit international public (voir aussi : pacta sunt servanda)
- res inter alios acta aliis nec prodest nec nocet : « la chose convenue entre les uns, ne profite ni ne nuit aux autres » : en droit des obligations, principe de la relativité des conventions
- res ipsa loquitur : signifie « la chose parle d’elle-même »

## S
- solarium : rente superficiaire
- specialia generalibus derogant : les lois spéciales dérogent aux lois générales
- stipulatio alteri : stipulation pour autrui (synonyme : pactum in favorem tertii)
  - parties : promittens « promettant », stipulans « stipulant », alteri « tiers bénéficiaire »
- substratum : support de la personne physique
- superficies : droit de superficie (synonyme : ius superficiarium)
  - parties : dominus soli « tréfoncier », superficiarius « superficiaire »
- sui generis : « de son propre genre » : situation juridique dont la singularité nécessite de créer des textes spécifiques

## T
- terra nullius : terre inhabitée
- testis unus, testis nullus : le manque de crédibilité d'un témoignage s'il n'est porté que par un seul témoin sans confirmation d'un autre

## U
- ubi lex non distinguit, nec nos distinguere debemus : là où la loi ne distingue pas, il n’y a pas lieu de distinguer
- ubi societas ibi jus : là où est la société est la loi
- ultra petita : au-delà de l’objet de la demande
- usus : mot latin décrivant l’attribut du droit de propriété qui permet à son titulaire d’utiliser un bien en jouissant de l’utilité que la chose génère par elle-même[1]
- utile per inutile non vitiatur : l’utile n’est pas vicié par l’inutile
- utilitas publica praeferenda est privatorum contractibus : il faut préférer l’utilité publique à celle privée
- uti possidetis juris, provenant de la phrase uti possidetis, ita possideatis : comme tu as possédé, tu continueras à posséder